# Kaestneria bicultrata
Kaestneria bicultrata is een spinnensoort in de taxonomische indeling van de hangmatspinnen (Linyphiidae).
Het dier behoort tot het geslacht Kaestneria. De wetenschappelijke naam van de soort werd voor het eerst geldig gepubliceerd in 2000 door Jun Chen & Chang-Min Yin.